# Distretto di Coronie
Coronie  è uno dei 10 distretti del Suriname con 3 153 abitanti al censimento 2012. 	
Confina a nord con l'Oceano Atlantico, a est con il distretto di Saramacca, a sud con quello di Sipaliwini e a ovest con quello di Nickerie.

## Geografia antropica

### Suddivisioni amministrative

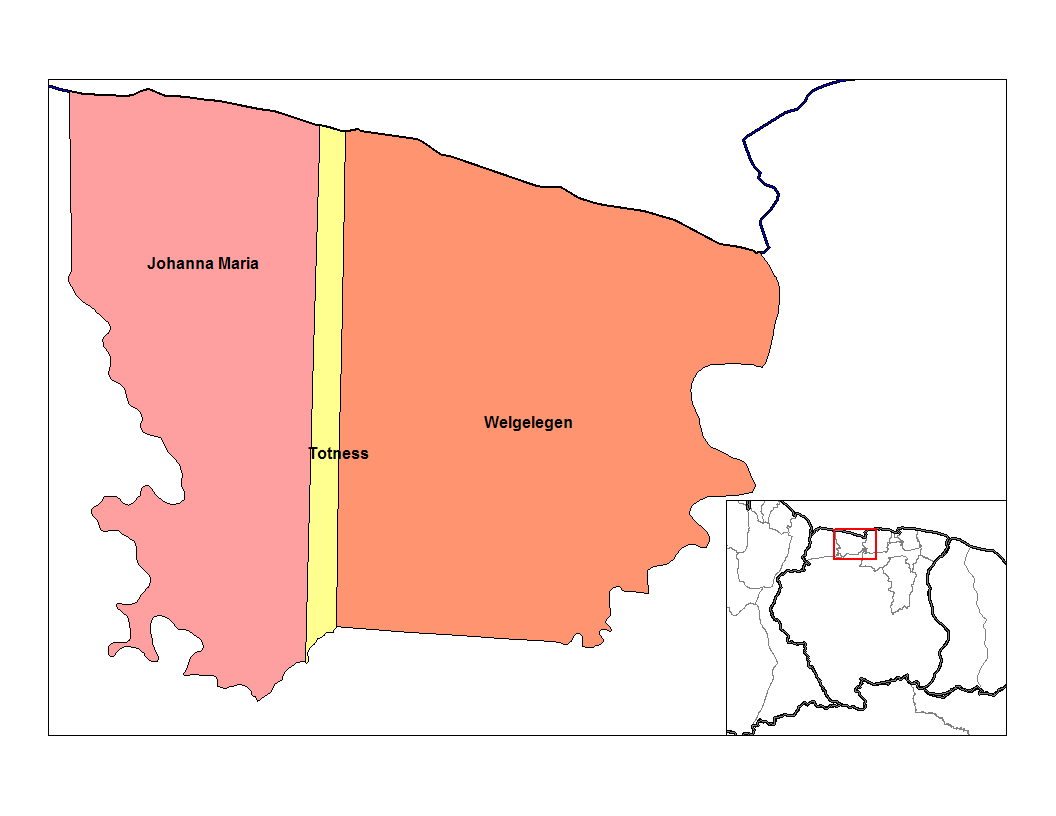
Comuni del distretto di Coronie

Il distretto di Coronie è diviso in 3 comuni (ressorten):
- Johanna Maria
- Totness
- Welgelegen